# Pontoporia blainvillei
La pontoporia (Pontoporia blainvillei) vive nelle acque costiere dell'Atlantico del Sudamerica sudorientale. Tassonomicamente è un membro del gruppo dei delfini di fiume e il solo che attualmente vive nell'oceano e negli estuari di acqua salata, piuttosto che abitare esclusivamente i sistemi d'acqua dolce.

## Tassonomia
La pontoporia è la sola specie del suo genere. È stata descritta per la prima volta da Paul Gervais e Alcide d'Orbigny nel 1844 (l'epiteto della specie, blainvillei, commemora lo zoologo francese Henri Marie Ducrotay de Blainville). La pontoporia è anche largamente conosciuta come franciscana - il nome argentino ed uruguayano che è stato adottato internazionalmente. Altri nomi comuni sono toninha (il nome brasiliano) e cachimbo.

## Descrizione fisica
La pontoporia ha il rostro più lungo (in proporzione alle dimensioni del corpo) di ogni cetaceo - più del 15% della lunghezza negli adulti più vecchi. I maschi raggiungono 1,6 m e le femmine 1,8 m. Il corpo è di colore bruno grigiastro, con le regioni inferiori più chiare. Anche le pinne pettorali sono molto grandi rispetto alle dimensioni corporee e sono molto larghe, ma strette dove si congiungono al corpo, e nella forma sono quasi triangolari. I bordi d'uscita sono seghettati. Lo sfiatatoio a forma di mezzaluna giace proprio davanti ad una piega del collo, dando l'impressione che il delfino abbia sempre ferita la regione superiore della testa. La pinna dorsale ha una lunga base ed una punta arrotondata.
Pesa fino a 50 kg e vive fino a 20 anni. Il periodo di gestazione è di circa 10-11 mesi e i giovani impiegano pochi anni per diventare maturi. Le femmine sarebbero in grado di riprodursi a partire dai cinque anni.
L'animale non è molto appariscente - si muove molto lentamente e senza intoppi - e può essere difficile da individuare se le condizioni dell'estuario non sono molto calme. Solitamente nuotano da soli o in piccoli gruppi. Eccezionalmente sono stati visti gruppi di 15 esemplari. Le pontoporie si nutrono sul fondo e le ispezioni del tubo digerente hanno rivelato che si nutrono di almeno 24 diverse specie di pesci e sono più numerosi dove queste specie sono più comuni. Catturano anche polpi, calamari e gamberetti. A loro volta vengono cacciati dall'orca e da alcune specie di squalo.

## Areale e habitat
Vive nelle acque costiere atlantiche del Sudamerica sudorientale, incluso l'estuario del Río de la Plata. Il suo areale va dal tropico del Capricorno nei pressi di Ubatuba, in Brasile, fino alla penisola di Valdés, in Argentina, a sud. È l'unico membro del gruppo dei delfini di fiume che attualmente vive nell'oceano e negli estuari di acqua salata, piuttosto che nell'acqua dolce. Sebbene alcuni membri della specie trascorrano parte della propria vita al di fuori dei sistemi fluviali, sono presenti molti individui che passano la loro vita intera all'interno dei fiumi, non avventurandosi mai nell'oceano vero e proprio.

## Conservazione
Viene classificato come "Vulnerabile" nella Lista Rossa delle Specie Minacciate della IUCN. Comunque questa classificazione non tiene conto di un'opinione molto diffusa tra i conservazionisti, cioè che la specie non sia in grado di assorbire il numero delle uccisioni accidentali nelle reti da pesca che avvengono ogni anno e che mantengono immutata la crescita della popolazione. Questa specie è anche minacciata dalla pesca a strascico lungo la costa. Negli anni settanta al largo della costa dell'Uruguay avvennero molte uccisioni documentate, ma studi più recenti suggeriscono che ora siano più nocive le reti al largo delle coste brasiliane meridionali ed argentine. Scienziati di tutti e tre i Paesi hanno espresso le loro preoccupazioni e hanno richiesto l'assistenza internazionale nel mettere in luce i pericoli che minacciano questo delfino. La popolazione totale e l'andamento annuo della stessa sono in diminuzione.